# Fiona Lewis
Fiona Marie Lewis (* 28. September 1946 in Westcliff-on-Sea, Essex) ist ein ehemaliges britisches Model, Filmschauspielerin und Autorin.

## Werdegang
In ihrer Jugend war Fiona Lewis Model. Fotos von ihr wurden im Februar 1967 im Playboy veröffentlicht. Für ihre Karriere als Filmschauspielerin zog sie zunächst nach London, später nach Los Angeles. Sie drehte zwischen 1967 und 1987 zwölf Horrorfilme, wie Tanz der Vampire (1967),  Dracula (1974) und Teufelskreis Alpha (1978). In Das Geheimnis von Centerville (1983) spielt sie einen Alien. Ende der 1980er Jahre verließ sie Hollywood und  widmete sich dem Schreiben. Sie veröffentlichte 1995 den Roman Between Men und schrieb Artikel für die Los Angeles Times, The Observer und The New Yorker. 2010 wirkte sie als Sprecherin in der Animationsserie The Wotwots mit.
Sie ist verheiratet mit dem Filmproduzenten, Regisseur und Drehbuchautor Art Linson, mit dem sie zwei Kinder hat.

## Filmografie (Auswahl)

### Filme
- 1965: Sagen Sie mir, wen ich töte (Dis-moi qui tuer)
- 1967: Tanz der Vampire (The Fearless Vampire Killers)
- 1968: Joanna
- 1969: Ein Pechvogel namens Otley (Otley)
- 1969: Wo ist Jack? (Where‘s Jack)
- 1971: Die alles zur Sau machen (Villain)
- 1972: Ein Tag am Strand (A Day at the Beach)
- 1974: Der Lord, der ein Diener sein wollte (Blue Blood)
- 1974: Dracula (Fernsehfilm)
- 1975: Lisztomania
- 1976: Die Sklavenhölle der Mandingos (Drum)
- 1977: Tintorera – Meeresungeheuer greifen an (Tintonera)
- 1977: Stunts – Das Geschäft mit dem eigenen Leben (Stunts)
- 1978: Teufelskreis Alpha (The Fury)
- 1979: Wanda Nevada
- 1981: Blutige Schreie (Small Town Massacre)
- 1983: Das Geheimnis von Centreville (Strange Invaders)
- 1987: Die Reise ins Ich (Inner Space)
- 2013: Bananas in Pyjamas (Fernsehfilm)

### Serien
- 1966: Simon Templar (The Saint; 1 Folge)
- 1969: Department S (1 Folge)
- 1972: Jason King (1 Folge)
- 1972: Task Force Police (Softly Softly Task Force; 1 Folge)
- 1972: Gene Bradley in geheimer Mission (The Adventurer; 1 Folge)
- 1981: Hart aber herzlich (Hart to Hart; Folge Die mordende Mumie)
- 2010–2010: The Wotwots (40 Folgen)